# Cicadelídeos
Os cicadelídeos (Família Cicadellidae) são insetos fitófagos conhecidos popularmente como cigarrinhas, possuindo representantes em todas as regiões zoogeográficas. Cerca de 21 000 espécies já foram descritas, o que estabelece os cicadelídeos como a maior família da ordem Hemiptera e uma das dez maiores de insetos.  Entretanto, especula-se que o número real de espécies de cigarrinhas poderia chegar a mais de 200 000. Com base em amostras obtidas no dossel amazônico, esses pesquisadores observaram que cerca de 90% das espécies de cicadelídeos encontradas ainda não eram descritas. A divisão dos Cicadellidae em subfamílias é muito controversa. O número de subfamílias varia na literatura de dez a mais de cinquenta. Tal confusão na classificação da família é consequência do pouco conhecimento sobre as relações filogenéticas entre as várias subfamílias e tribos, assim como do grande número de espécies compreendidas.

## Subfamílias
- Acostemminae

- Agalliinae
- Aphrodinae
- Arrugadinae
- Austroagalloidinae
- Bythoniinae
- Cicadellinae
  - Bothrogonia
  - Graphocephala
  - Homalodisca
  - Zyzzogeton
- Coelidiinae
- Deltocephalinae
  - Circulifer
  - Graminella
  - Hecalusina He, Zhang & Webb, 2008
- Errhomeninae
- Euacanthellinae
- Eupelicinae
- Eurymelinae
  - Eurymela
  - Eurymeloides
- Euscelinae
- Evacanthinae
- Evansiolinae
- Gyponinae
- Hylicinae
- Iassinae
- Idiocerinae
  - Idiocerus
- Ledrinae
  - Neotituria
- Macropsinae
- Makilingiinae
- Megophthalminae
- Mileewinae
- Mukariinae
- Neobalinae
- Neocoelidiinae
- Neopsinae
- Nioniinae
- Nirvaninae
  - Nirvana
  - Sophonia
- Phereurhininae
- Selenocephalinae
- Signoretiinae
- Stegelytrinae
  - Aculescutellaris
  - Cyrta Melichar, 1902 (incluindo Placidus)
  - Doda
  - Paracyrta Wei, Webb & Zhang, 2008
  - Pseudododa
- Tartessinae
- Tinterominae
- Typhlocybinae
  - Dziwneono
  - Empoasca
  - Erasmoneura Young, 1952
  - Eupteryx
  - Typhlocyba
- Xestocephalinae
- incertae sedis
  - Mesojassoides (extinto, Cretáceo superior)

- Commons
- Wikispecies